# Antonio Besozzi
Antonio Besozzi (Parma, 1714 – Torino, 1781) è stato un compositore e oboista italiano.

## Biografia
Figlio dell'oboista Giuseppe Besozzi, dal 1727 al 1731 fu al servizio del Duca di Parma e dal 1734 fu attivo a Napoli. Nel 1738 entrò nella cappella reale di Dresda e vi diventò primo oboista l'anno seguente. Nel dicembre del 1757 egli suonò, probabilmente con il figlio Carlo, ai Concert Spirituel di Parigi. Negli anni 1758-9 fu al servizio della corte di Stoccarda sotto la direzione di Niccolò Jommelli. Successivamente tornò a Dresda, dove rimase sino al 1774. Nel 1775 si stabilì definitivamente a Torino.